# 中国人民解放軍海軍陸戦隊
中国人民解放軍海軍陸戦隊（ちゅうごくじんみんかいほうぐん-かいぐんりくせんたい、簡: 中国人民解放军海军陆战队、英語: PLAN Marine Corps）は、中国人民解放軍海軍の五つの兵科（簡: 兵种、英語: branch）の内の一つ。
海軍の揚陸艦艇を運用した上陸作戦や対上陸作戦および特殊作戦を遂行する。
諸外国の海兵隊に相当する兵種であり、有事には機動力を生かし緊急即応部隊としての役割を果たす。平時においても災害派遣、平和維持活動などMOOTWを実施する。

## 歴史
- 1949年12月、広東軍区江防司令部が設置され、陸戦兵大隊を隷下に置く[1]。上陸作戦の為に設けられたが、その上陸戦能力は甚だ低かった。
- 1950年4月、第12兵団機関および第4野戦軍後勤第2分隊の一部を基礎として北京に海軍司令部（簡: 海军领导机关）が設立される[2][3]。
- 1950年8月、海軍第一次建軍会議が開かれ海軍陸戦隊を含む5種の海軍兵科を編成する方針が定められた[4]。
- 1953年4月、華東軍区海軍の隷下に第1海軍陸戦兵連隊及び水陸戦車教導連隊が設立される[5]。
- 1954年12月、第1海軍陸戦兵連隊及び水陸戦車教導連隊を基礎として人民解放軍海軍の隷下に海軍陸戦兵師団が設立される[6][5]。
- 1957年、中国共産党中央軍事委員会は全軍の組織改編を行い、海軍陸戦兵師団を廃止、上海警備区の守備部に編入させた[6][5]。
- 1980年5月5日、陸軍第131師団第391連隊を基礎として南海艦隊隷下に第1海軍陸戦兵旅団が設立される[7][8]。
- 1997年からの軍事改革に伴い、1998年7月1日に陸軍第164師団は海軍南海艦隊隷下の第164海軍陸戦兵旅団に改編された[9]。
- 2017年4月に開始された部隊の規模拡大により、2019年2月時点で海軍陸戦隊は8個旅団体制（6個海軍陸戦兵旅団、1個特殊作戦兵旅団、回転翼機を運用する1個艦載航空機旅団で構成される。）となった。新しく加わった4個の新しい海軍陸戦兵旅団は陸軍部隊から隷属替えして編成された。特殊作戦兵旅団、艦載航空機旅団は常設の海軍部隊から隷属替えして編成された。また海軍陸戦隊司令部の存在が確認された[10]。

## 機関
米国国防総省の2018年版中国の軍事力に関する年次報告書によると、2017年に海軍陸戦隊司令部（英語: Marine Corps headquarters）が設置され、同司令部は人事、訓練、装備について責任を負うと言及している。司令部の所在地は特定されていない。Blasko によると、同司令部の司令員・政治委員の職務等級は正軍職（簡: 正军职、英語: corps-level）に相当すると言及している。これは陸軍の集団軍、空軍の空挺軍（簡: 空降兵军）と同格であることを示している。
- 海軍司令部
  - 海軍陸戦隊司令部

## 部隊
2020年版ミリタリーバランスによると海軍陸戦隊の総人員は25,000名と見積もられており、1個機械化海軍陸戦兵旅団、3個軽海軍陸戦兵旅団、2個水陸両用海軍陸戦兵旅団、1個特殊作戦兵旅団の計7個旅団からなると推定している。また6個の海軍陸戦兵旅団は北部戦区、東部戦区、南部戦区の3戦区にそれぞれ2個ずつの配属が確認できる。
一方、米国国防総省の2020年版中国の軍事力に関する年次報告書でも新しく創設された4個海軍陸戦兵旅団について言及している。但し完全に任務が遂行できる状態の部隊は元の2個海軍陸戦兵旅団だけであり、新しい海軍陸戦兵旅団が遠征任務を遂行するために人員配置・訓練・装備されていることを示す証拠はまだないとしている。また6個の海軍陸戦兵旅団に加えて自前の1個航空旅団および1個特殊作戦兵旅団が設立されたことも言及している。同報告書には6個の海軍陸戦兵旅団のおおよその所在地が図示されている。

### 編成表（2020年）
- 北部戦区
  - 海軍陸戦兵旅団×2個（青島市嶗山区付近北緯36度05分55.0秒 東経120度32分37.3秒 / 北緯36.098611度 東経120.543694度）
- 東部戦区
  - 海軍陸戦兵旅団×2個（上海市呉淞区付近北緯31度23分30.7秒 東経121度30分15.9秒 / 北緯31.391861度 東経121.504417度）
- 南部戦区
  - 海軍陸戦兵旅団×2個（湛江市坡頭区付近北緯21度14分08.6秒 東経110度26分34.7秒 / 北緯21.235722度 東経110.442972度）
  - 海軍特殊作戦兵旅団×1個

### 編成表（2012年）
下記編成表は、資料から引用した。
- 第1海軍陸戦兵旅団（湛江基地）
  - 水陸両用機甲連隊
    - 水陸両用機甲大隊×1個
    - 機械化歩兵大隊×1～2個

  - 第1海軍陸戦兵大隊（歩兵）
  - 第2海軍陸戦兵大隊（歩兵）
  - 第3海軍陸戦兵大隊（歩兵）
  - ミサイル大隊
  - 自走砲大隊
  - 警護・通信大隊
  - 工兵・化学防護大隊
  - 整備大隊
  - 水陸両用偵察大隊

- 第164海軍陸戦兵旅団（湛江基地）
  - 水陸両用機甲連隊
    - 水陸両用機甲大隊×1個
    - 機械化歩兵大隊×1～2個

  - 海軍陸戦兵大隊（歩兵）
  - 自走砲大隊
  - ミサイル大隊
  - 警護・通信大隊
  - 工兵・化学防護大隊
  - 整備大隊
  - 水陸両用偵察大隊

水陸両用機甲大隊には、1個大隊あたり水陸両用戦車または水陸両用強襲車、30-40輌が配備されている。
機械化歩兵大隊には、1個大隊あたり水陸両用歩兵戦闘車または水陸両用兵員輸送車、30-40輌が配備されている。
水陸両用偵察大隊は、2名以下のフロッグマン及び複数の特殊作戦隊から成る。大隊にはおよそ30名の女性偵察兵も配属されている。
ミサイル大隊は、対戦車ミサイル中隊、MANPADSを運用する地対空ミサイル中隊から構成されている。
上記各大隊の定員は機械化歩兵大隊および海軍陸戦兵大隊が約600名から約750名、その他の大隊は半分の約300名から約375名としている。1個海軍陸戦兵旅団は約5,000名から約6,000名の人員となる。

## 装備

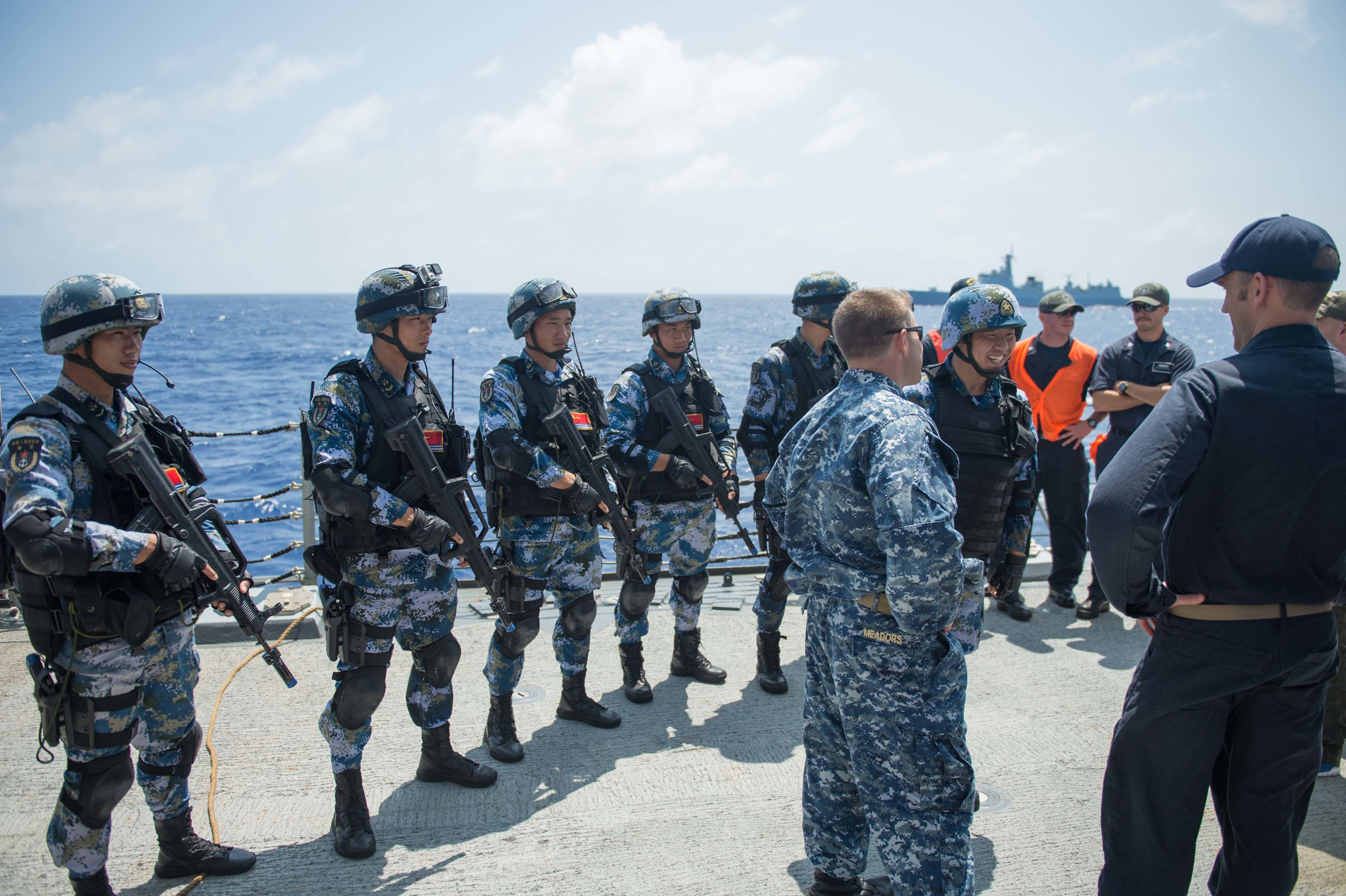
アメリカの軍人（右）と談笑する海軍陸戦隊員（2016年リムパック）

以下の配備数は特記ない限り、ミリタリーバランス2020年版による。
軽戦車
ZTQ-15×配備数不明
水陸両用戦車
ZTD-05×73両
装輪戦車
ZTL-11×2+両
装輪歩兵戦闘車
ZBL-08×10+両
水陸両用歩兵戦闘車
ZBD-05×152両
対戦車/対陣地ミサイル
HJ-73
HJ-8
対戦車ロケット砲
PF-98
自走砲
PLZ-07×20+門
PLZ-89×20+門
牽引式ロケット砲
PH-63
迫撃砲
82㎜迫撃砲
地対空ミサイル
HN-5
小火器
QBZ-95アサルトライフル
QBZ-95Bカービン
QBZ-95LSW
QBU-88狙撃銃
QBZ-03アサルトライフル（一部部隊に配備）
QLZ-87グレネードランチャー
QLZ-87Bライトグレネードランチャー
QLL-91/QLG-91グレネードランチャー
QJY-88汎用機関銃
海軍陸戦隊は独自の航空機部隊を保有せず、空中強襲上陸、航空火力支援、特殊作戦支援およびその他の航空支援は、他の兵種である海軍航空兵所属の航空機を使用して行うとされてきた。しかし前述のように海軍陸戦隊は自前の航空旅団を創設したことが言及されている。

## 海外展開
海軍陸戦隊は2017年に新設されたジブチ保障基地に基地警備のために派遣されており、ミリタリーバランス2020年版は1個海軍陸戦兵中隊の展開を見積もっている。展開部隊の規模については米国海軍大学中国海事研究所のリポートでは大隊本部要員と1個機械化歩兵中隊の規模と見積もっており、最近の地元テレビ局の取材を引用した中国のネットメディアの記事は当基地への海軍陸戦隊特殊作戦兵部隊の分遣部隊の派遣を示唆していると言及している。

### 展開装備
装輪戦車
ZTL-11×2両
装輪歩兵戦闘車
ZBL-08×8両
軍用四輪駆動車
猛士×2両

### 和文書籍
- 平松 茂雄『甦る中国海軍』（初）勁草書房、1991年。ISBN 4326300728。
- 茅原郁生 編『中国軍事用語辞典』（初）蒼蒼社、2006年。ISBN 488360067X。
- 茅原郁生 編著『中国の軍事力：2020年の将来予測』（初）蒼蒼社、2008年。ISBN 978-4883600809。
- 竹田純一『人民解放軍：党と国家戦略を支える230万人の実力』（初）ビジネス社、2008年。ISBN 4828414436。
- 茅原郁生『中国軍事大国の原点：鄧小平軍事改革の研究』（第1）蒼蒼社、2012年。ISBN 978-4883601066。
- 江口博保，吉田暁路，浅野亮 編著『肥大化する中国軍：増大する軍事費から見た戦力整備』（初）晃洋書房、2012年。ISBN 978-4-7710-2333-8。
- 中華人民共和国国務院報道弁公室『中国の武装力の多様な運用』外文出版社、2013年。ISBN 978-7-119-08168-7。
- 海洋政策研究財団『中国の海洋進出：混迷の東アジア海洋圏と各国対応』成山堂書店、2013年。ISBN 978-4425531516。
- 浅野亮， 山内敏秀　編『中国の海上権力 海軍・商船隊・造船：その戦略と発展状況』（第1）創土社、2014年。ISBN 978-4789302180。
- 小原凡司『中国の軍事戦略』（初）東洋経済新報社、2014年。ISBN 4492212191。

### 中国簡体字書籍
- 卢如春『海军史』解放军出版社〈中国人民解放军军兵种历史丛书〉、1989年。ISBN 7506509679。
- 第四野战军战史编写组『中国人民解放军第四野战军战史』（第1）解放军出版社、1998年。ISBN 978-7-5065-5401-5。
- 高晓星，翁赛飞，周德华，孙艳红，陈良武，陈刚『中国人民解放军海军』（第1）五洲传播出版社〈中国军队系列〉、2012年。ISBN 978-7-5085-2226-5。
  - Gao Xiaoxing, Weng Saifei, Zhou Dehua, Sun Yanhong, Chen Liangwu, Chen Gang (2013). The PLA Navy. Chinese Military Library. CN Times Books. ISBN 978-1627740234
- 李发新，王争光，周湘蓉，张燕『中国人民解放军海军陆战队』（第1）五洲传播出版社〈中国军队系列〉、2013年。ISBN 978-7-5085-2446-7。

### 英文書籍
- Bernard D. Cole (2010). The Great Wall at Sea: China's Navy in the Twenty-First Century (2nd ed.). Naval Inst Press. ISBN 978-1591141426
- James C. Bussert, Bruce A. Elleman (2011). People's Liberation Army Navy: Combat System Technology, 1949-2010. Naval Inst Press. ISBN 978-1591140801
- Dennis J. Blasko (2012). The Chinese Army Today: Tradition and Transformation for the 21st Century (2nd ed.). Routledge. ISBN 978-0415783217
- Toshi Yoshihara, James R. Holmes (2013). Red Star over the Pacific: China's Rise and the Challenge to U.S. Maritime Security (2nd ed.). Naval Inst Press. ISBN 978-1591149798
  - トシ・ヨシハラ，ジェームズ・R・ホームズ 共著, 山形浩生 翻訳『太平洋の赤い星：中国の台頭と海洋覇権への野望』（第1）バジリコ、2014年。ISBN 978-4862382078。
- Michael S. Chase, Jeffrey Engstrom, Tai Ming Cheung, Kristen A. Gunness, Scott Warren Harold, Susan Puska, Samuel K. Berkowitz (2015). China's Incomplete Military Transformation : Assessing the Weaknesses of the People's Liberation Army (PLA). RAND Corporation. ISBN 978-0-8330-8830-7
- The International Institute of Strategic Studies (IISS) (2020). The Military Balance 2020. Routledge. ISBN 978-0367466398

### PDF
- “PLA as organization version 2.0” (PDF) (英語).   Defense Group Inc. (2012年). 2018年8月11日時点のオリジナルよりアーカイブ。2018年8月4日閲覧。
- Dennis J. Blasko, Roderick Lee (2019年). “The Chinese Navy’s Marine Corps, Part 1: Expansion and Reorganization” (PDF) (英語).   The Jamestown Foundation. 2020年9月4日閲覧。
- Peter A. Dutton, Isaac B. Kardon, Conor M. Kennedy (2020年). “China Maritime Report No. 6: Djibouti: China's First Overseas Strategic Strongpoint” (PDF) (英語).   U.S. Naval War College China Maritime Studies Institute. 2020年9月4日閲覧。